# Борець і клоун
«Борець і клоун» — радянський кольоровий художній фільм, знятий на кіностудії «Мосфільм» в 1957 році. Роботу над фільмом почав режисер Костянтин Юдін. Після його раптової смерті під час зйомок картину закінчив  Борис Барнет.

## Сюжет
Одеса на рубежі XIX—XX століття. Вантажник і борець-любитель Іван Піддубний приходить у цирк і знайомиться з клоуном-дресирувальником Анатолієм Дуровим. Артистам доводиться пройти через випробування і приниження. Керуючий цирку, нещадно експлуатує артистів, які пов'язані рабським контрактом. Талант і працьовитість Піддубного й Дурова дають змогу їм вийти за межі провінційного цирку і зробити міжнародну кар'єру. В результаті Піддубний, перемігши у фіналі француза Рауля ле Буше, переміг на першості світу з боротьби в Парижі. У фільмі використано реальні події — наприклад, те, як Дуров під час свого виступу висміяв градоначальника й був вигнаний з Одеси.

## У ролях
- Станіслав Чекан — Іван Піддубний
- Олександр Михайлов — Анатолій Дуров
- Анатолій Соловйов — Рауль ле Буше
- Борис Петкер — Джузеппе Труцці
- Ія Арепіна — Мімі
- Георгій Віцин — Енріко
- Кюнна Ігнатова — Естеріна Труцці
- Григорій Абрикосов — містер Фіш
- Леонід Топчієв — Орландо
- Григорій Шпігель — Саламонський
- Олександр Гумбурґ — батько Піддубного
- Поліна Нятко — мати Піддубного
- Мая Казакова — Олена, наречена Піддубного
- Степан Каюков — дядя Ваня
- Юрій Медведєв — Микита
- Олександр Хохлов — Капулетті
- Володимир Ісаєв — епізод
- Тамара Логінова — дружина Дурова
- Володимир Дорофєєв — епізод
- Олександр Хвиля — тренер Буше
- Борис Шухмін — епізод
- І. Кримчак — епізод
- Галина Фролова — Зелена
- П. Щербак — епізод
- Володимир Муравйов — приятель Фіша
- Василь Бокарєв — головний суддя (в титрах не вказаний)
- А. Глущенко — глядач (в титрах не вказаний)
- Микола Горлов — вантажник в одеському порту (в титрах не вказаний)
- Афанасій Кочетков — городовий (в титрах не вказаний)
- Олександр Лебедєв — хлопчина в магазині (в титрах не вказаний)
- Георгій Светлані — скрипаль (в титрах не вказаний)
- Павло Тарасов — глядач (в титрах не вказаний)
- Михайло Трояновський — лікар (в титрах не вказаний)
- Зоя Федорова — одеситка (в титрах не вказано)
- Сергій Ценін — Його Високоповажність глядач в театрі (в титрах не вказаний)
- В. Суркова — гімнастка на трапеції
- А. Лагранський — клоун
- М. Алексєєв — епізод
- В. Яновський — епізод
- Борис Манжелія — дресирувальник коней
- Веніамін Бєлоглазов — епізод
- Я. Селіфанов — епізод
- Є. Плохотников — дресирувальник

- Майстри спорту з боротьби — В. Прокопов, П. Сорокін, Ю. Кузнецов
- Олександр Мазур — знявся в ролі одного з борців
- Тренер-консультант по боротьбі заслужений майстер спорту Олександр Мазур

## Знімальна група
- Сценарій —  Микола Погодін
- Режисери-постановники:  Костянтин Юдін,  Борис Барнет
- Оператор —  Сергій Полуянов
- Режисер —  Лев Дурасов
- Художники:  Василь Щербак,  Борис Ердман
- Художник по костюмах — М. Жукова
- Композитор —  Юрій Бірюков
- Звукооператор —  Віктор Зорін
- Художник-гример — І. Чеченін
- Монтаж — Тетяна Зінчук
- Редактор —  Григорій Марьямов
- Комбіновані зйомки: Оператор —  Ігор Феліцин: Художник — М. Звонарьов
- Художник-плакатник — М. Мануйлов
- Оркестр Головного управління по виробництву фільмів:
Диригент —  Арнольд Ройтман
- Заступник директора картини — Сергій Каграманов
- Директор картини — Валентин Маслов